# Coprococcus eutactus
Coprococcus eutactus es una especie de bacteria grampositiva del género Coprococcus. Fue descrita en el año 1974, es la especie tipo. Su etimología hace referencia a ordenado. Es anaerobia estricta, inmóvil y con forma de coco. Suele crecer en parejas. Tiene un tamaño de 0,7-1,3 μm de diámetro. Forma colonias circulares, convexas, lisas y translúcidas. Se ha aislado de heces humanas. 